# Lorenzo Hampton
Lorenzo Timothy Hampton (Lake Wales, 12 marzo 1962) è un ex giocatore di football americano statunitense che ha militato nel ruolo di running back nella National Football League (NFL).

## Carriera
Al college Hampton giocò a football a Florida. Fu scelto dai Miami Dolphins nel corso del primo giro (ventisettesimo assoluto) del Draft NFL 1985. Giocò con la squadra allenata da Don Shula fino al 1989, con un primato personale di 9 touchdown su corsa nel 1986 e nel 1988. Nel 1990 firmò con i Denver Broncos, con cui non scese mai in campo.